# Веселов, Артур Васильевич
Арту́р Васи́льевич Весело́в (род. 8 сентября 1937) — советский и российский дипломат.

## Биография
Окончил Ленинградский институт водного транспорта (1960) и Высшую дипломатическую школу МИД СССР (1974).
- В 1974—1979 годах — сотрудник Посольства СССР в Конго.
- В 1980—1986 годах — сотрудник Посольства СССР в Египте.
- С 15 февраля 1991 года по 22 мая 1995 года — чрезвычайный и полномочный посол СССР, затем Российской Федерации в Бурунди[1][2][3].

Занимал также должности советника, заведующего отделом и заместителя начальника в Главном управлении кадров и учебных заведений МИД СССР, главного советника Департамента по связям с субъектами Российской Федерации, парламентом и общественно-политическими организациями МИД России.
Женат, имеет дочь.

## Дипломатический ранг
- Чрезвычайный и полномочный посланник 2 класса (10 мая 1990)[4]
- Чрезвычайный и полномочный посланник 1 класса (19 ноября 1993)[5]